# 大屋麗之助
大屋 麗之助（おおや れいのすけ、1923年10月2日 - 2013年12月5日）は、日本の実業家で、西日本鉄道社長、会長を務めた。

## 来歴・人物
福岡県飯塚市出身。1946年に東京帝国大学工学部を卒業し、同年に西日本鉄道に入社した。
自動車局車両部長、取締役、常務、専務を経て、1981年6月に副社長に就任し、1985年6月から社長に就任した。社長在任中は、商業施設のソラリアプラザを開業させるなど天神地区の再開発を推進した。1991年6月から会長を務めた。
1975年4月に藍綬褒章を受章し、1983年に運輸大臣表彰を受け、2000年4月に勲二等瑞宝章を受章した。
2013年12月5日に肺不全のために死去。90歳没。